# Criteri de l'arrel
|  | No s'ha de confondre amb Criteri de Cauchy, Criteri de condensació de Cauchy, o Criteri de la integral de Cauchy. |

El criteri de l'arrel (també conegut com a Criteri de l'arrel de Cauchy en honor d'Augustin Louis Cauchy, el matemàtic que el definí) és un criteri usat per estudiar la convergència d'una sèrie infinita, on els seus termes són nombres reals o nombres complexos. Es basa en el càlcul de
{\displaystyle \limsup _{n\rightarrow \infty }{\sqrt[{n}]{|a_{n}|}}}
on {\displaystyle a_{n}} són els termes de la sèrie, i enuncia que la sèrie {\displaystyle (a_{n})_{n\in \mathbb {N} }} convergeix absolutament si aquest valor és menor que 1 i divergeix si és major que 1. És un criteri utilitzat sobretot en l'estudi de sèries de potències. Fou enunciat per primera vegada per Augustin-Louis Cauchy.

## Enunciat
Donada una sèrie
{\displaystyle \sum _{n=1}^{\infty }a_{n}}
i sigui
{\displaystyle C=\lim _{n\rightarrow \infty }{\sqrt[{n}]{|a_{n}|}}}
El criteri de l'arrel enuncia que
- Si C < 1 la sèrie convergeix absolutament.
- Si C > 1 la sèrie divergeix.
- Si C = 1 i el límit s'aproxima per sobre la sèrie divergeix.
- Altrament el criteri de l'arrel no aporta informació (la sèrie pot divergir, convergir absolutament o convergir condicionalment).

Un exemple de sèrie convergent amb C = 1 és {\displaystyle \textstyle \sum 1/{n^{2}}}. Un exemple de sèrie divergent amb C = 1 és {\displaystyle \textstyle \sum 1/n}.

## Aplicació a sèries de potències
Aquest criteri se sol aplicar també en sèries de potències
{\displaystyle f(z)=\sum _{n=0}^{\infty }c_{n}(z-p)^{n}}
on els coeficients cn, el centre p i la variable z són complexos.
Siguin an = cn(z − p)n els termes de la sèrie. El criteri s'aplica sobre els termes an.
Aquestes sèries es coneixen també com a sèries de potències centrades en p pel fet que l'anomenat radi de convergència és el valor real R tal que la sèrie és convergent per tot punt z pertanyent a l'interior del disc de centre p i radi R. (La convergència per punts a la frontera no està assegurada i ha de ser comprovada independentment). Un corol·lari del criteri de l'arrel aplicat a sèries de potències diu que el radi de convergència és
{\displaystyle 1/\limsup _{n\rightarrow \infty }{\sqrt[{n}]{|c_{n}|}}}
sempre que el denominador no sigui 0. Si el denominador és 0, aleshores la sèrie convergeix arreu.

## Demostració
La demostració de la convergència de la sèrie Σan és un cas particular del criteri de comparació. Si per tot n ≥ N0 (on N0 és un natural fixat) es compleix {\displaystyle {\sqrt[{n}]{a_{n}}}<k<1}, aleshores {\displaystyle a_{n}<k^{n}<1}. Com que la sèrie geomètrica {\displaystyle \sum _{n=N}^{\infty }k^{n}} convergeix, també ho fa {\displaystyle \sum _{n=N}^{\infty }a_{n}} (com a resultat del criteri de comparació). La convergència absoluta es demostra de forma anàloga prenent {\displaystyle {\sqrt[{n}]{|a_{n}|}}}.
Si {\displaystyle {\sqrt[{n}]{|a_{n}|}}>1} per més grans que s'agafin els n, aleshores an no convergeix a 0 i, per tant, la sèrie divergeix.

### Demostració del corol·lari
Per a una sèrie de potències Σan = Σcn(z − p)n, hom pot veure pel resultat anterior que la sèrie convergeix si existeix un N tal que per a tot n ≥ N es té
{\displaystyle {\sqrt[{n}]{|a_{n}|}}={\sqrt[{n}]{|c_{n}(z-p)^{n}|}}<1},
equivalent a
{\displaystyle {\sqrt[{n}]{|c_{n}|}}\cdot |z-p|<1}
per a tot n ≥ N, la qual cosa implica que, per tal que la sèrie convergeixi, s'ha de donar que {\displaystyle |z-p|<1/{\sqrt[{n}]{|c_{n}|}}} per a tot n prou gran. Això és equivalent a dir que
{\displaystyle |z-p|<1/\limsup _{n\rightarrow \infty }{\sqrt[{n}]{|c_{n}|}}},
i així {\displaystyle R\leq 1/\limsup _{n\rightarrow \infty }{\sqrt[{n}]{|c_{n}|}}}. Ara bé, l'altre lloc on és possible que la sèrie sigui convergent només pot ser quan
{\displaystyle {\sqrt[{n}]{|a_{n}|}}={\sqrt[{n}]{|c_{n}(z-p)^{n}|}}=1},
(ja que els punts > 1 faran divergir la sèrie) i això no fa canviar el radi de convergència, ja que aquests són només els punts que cauen a la frontera de l'interval o el disc; per tant,
{\displaystyle R=1/\limsup _{n\rightarrow \infty }{\sqrt[{n}]{|c_{n}|}}}.